# Crambus brachiiferus
Crambus brachiiferus là một loài bướm đêm trong họ Crambidae.